# Jo Gwangjo
Jo Gwangjo (coreano: 조광조; hanja: 趙光祖, 23 de agosto de 1482 - 10 de enero de 1520), también llamado a menudo por su seudónimo Jeong-am (coreano: 정암; hanja: 靜庵), fue un erudito neoconfuciano coreano que llevó a cabo reformas radicales durante el reinado de Jungjong de Joseon a principios del siglo XVI.
Fue acusado de faccionalismo por la élite del poder que se oponía a sus medidas de reforma y fue condenado a beber veneno en la Tercera Purga de la Literatura de 1519. Ha sido ampliamente venerado como un mártir confuciano y una encarnación del «espíritu seonbi» por las generaciones posteriores en Corea. Algunos historiadores lo consideran una de las figuras más influyentes de la Corea del siglo XVI. Se le conoce como uno de los 18 sabios de Corea (hangul: 동방18현) y se le honra como Munmyo Baehyang (coreano: 문묘배향; hanja: 文廟配享).

## Vida

### Primeros años

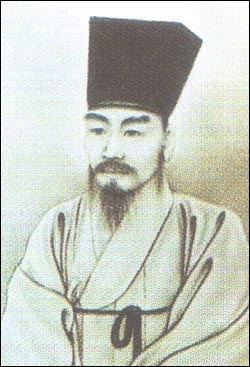
Jo Gwangjo.

Jo Gwangjo era hijo de Jo Wongang (조원강, 趙元綱) y pertenecía al clan Hanyang Jo (한양조씨, 漢陽趙氏). Jo estudió bajo el erudito neoconfuciano Kim Gwoeng-pil, discípulo de Kim Jong-jik que estaba en el exilio en ese momento después de la Primera Purga de la Literatura de 1498. Cuando Kim Gwoeng-pil fue posteriormente ejecutado —por veneno— después de la Segunda Purga de la Literatura de 1504, Jo fue exiliado por ser discípulo de Kim.
En esta época, la política de la dinastía Joseon estaba marcada principalmente por la lucha de poder entre dos facciones aristocráticas yangbanas, las élites de poder «Hungu» establecidas, que eran generalmente conservadoras y los eruditos advenedizos Sarim llamados seonbi, que pertenecían a la escuela neoconfuciana de Kim Jong-jik y otros pensadores. La facción de Sarim había entrado en la política de la corte durante el reinado de Seongjong, sin embargo sufrieron dos  purgas sangrientas bajo su sucesor Yeonsangun. Cuando Yeonsangun fue finalmente depuesto en 1506, Jungjong fue colocado en el trono como el undécimo rey de Joseon por los líderes Hungu que lideraron el golpe. Durante los primeros diez años de su reinado, Jungjong no pudo gobernar verdaderamente el país con autoridad real —se vio obligado a deponer a su fiel reina porque su padre fue asesinado por los líderes del golpe, y temían que la reina se vengara—.  Sin embargo, tres de los principales líderes del golpe murieron por causas naturales para entonces, y Jungjong comenzó a recibir a los eruditos de Sarim en su corte para comprobar el poder de la facción Hungu. La facción de Sarim consideraba a la facción Hungu, en su conjunto, como hombres codiciosos y corruptos indignos de respeto y buscaba establecer una sociedad neoconfuciana ideal. De hecho, muchos de los líderes del golpe habían disfrutado del favor de Yeonsangun durante la mayor parte de su reinado, y su jefe Park Won-jong lideró el golpe principalmente para venganza personal por la violación de su hermana por parte de Yeonsangun.

Jo Gwangjo provenía de una familia importante que pertenecía a la facción Hungu pero fue llamado «hombre loco» y «fuente de desastre» por la gente de su entorno por estudiar el neoconfucianismo bajo el exiliado erudito del Sarim Kim Gwoeng-pil en el apogeo de la persecución de la facción Sarim. En 1510, Jo Gwangjo aprobó el examen Gwageo y se convirtió en un estudiante de la Academia Real llamada Seonggyungwan. Fue recomendado a menudo para un puesto en la corte por altos funcionarios y compañeros de estudios de Seonggyngwan, pero retrasó su ingreso en la administración pública para seguir estudiando hasta 1515, cuando fue recomendado al rey Jungjong por el ministro de personal Ahn Dang y 200 estudiantes de Seonggyungwan y fue nombrado inmediatamente para un puesto de sexto grado. Sin embargo, se avergonzó de tomar el cargo con la ayuda de otros y tomó el examen Al-seung-si, y su ensayo llamó la atención de Jungjong.
Para entonces, Jo, ya era conocido por su carácter indoblegable y franco, ya que pronto surgió como el líder de la facción de Sarim. Por ejemplo, cuando se convirtió en un jung-un, la posición más baja en la Oficina de Censores, lo primero que hizo al día siguiente fue pedir al rey que despidiera a todos sus superiores en la Oficina de Censores y la Oficina del Inspector General. En ese momento, dos oficiales de Sarim habían pedido al rey que restaurara el estatus de la reina depuesta, que fue depuesta por la facción de Hungu. La dinastía Joseon y sus oficinas, la Oficina del Inspector General y la Oficina de Censores, los exiliaron por su impertinente petición. Jo Gwangjo argumentó que dos oficinas violaban su función al suprimir la libertad de expresión y pidió al rey que despidiera a sus superiores o aceptara su dimisión ya que no podía trabajar con ellos. Para sorpresa de todos, Jungjong reemplazó a todos en dos oficinas excepto a Jo. Este evento reflejó la completa confianza de Jungjong en Jo, que ascendió en una serie de ascensos sin precedentes del rango de sexto a segundo en solamente tres años.

### Reformas de Jo Gwangjo

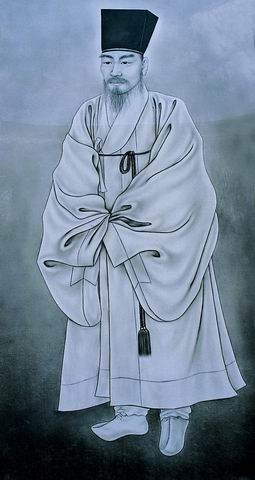
Jo Gwangjo.

El rey Jungjong quería traer nuevos talentos a la corte real que estaba dominada por la facción Hungu, y Jo cumplió introduciendo un nuevo sistema de reclutamiento del gobierno a través de recomendaciones que se basaban en el carácter moral de los candidatos, así como en la erudición. Argumentó que los exámenes de oficial existentes eran demasiado filosóficos y ponían demasiado énfasis en las habilidades literarias, alejadas de las necesidades prácticas del gobierno. El examen suplementario que Jo introdujo se llamó «examen para los eruditos y los virtuosos» (hyeollanggwa). Se trataba de un examen abreviado para los candidatos recomendados por los magistrados locales como hombres de máxima integridad en presencia del rey, que elegía a los candidatos ganadores. Este sistema permitió a Jo reclutar a muchos eruditos Sarim talentosos que habían estado viviendo una vida retirada en las provincias rurales. Sin embargo, también lo dejó abierto al ataque de la facción de Hungu: que Jo formó una camarilla de sus partidarios colocándolos en puestos clave.

Jo y sus partidarios impulsaron una serie de reformas radicales al establecer un sistema de autogobierno local llamado Hyangyak para fortalecer la autonomía local y el espíritu comunitario entre la gente. En este sistema, la deferencia se ponía de acuerdo con la senectud de los aldeanos en lugar de su estatus social. La facción Sarim también trató de reducir la brecha entre los ricos y los pobres con una reforma agraria que distribuyera la tierra a los agricultores por igual y limitara la cantidad de tierra y el número de esclavos que se pudiera poseer. Esta medida también apuntaba a la acumulación de tierras y riqueza de la facción Hungu.
Profundamente influenciado por el neoconfucianismo de Zhu Xi, Jo Gwangjo creía que el mundo ideal del mítico emperador chino Yao y el emperador Shun, podría lograrse si todas las personas, desde el rey hasta los de baja cuna, se refinaban moralmente y seguían las enseñanzas de Confucio. Por lo tanto, la facción Sarim promulgó los escritos de Confucio entre la población traduciéndolos al hangul coreano y distribuyendolos ampliamente. También suprimieron el budismo y el taoísmo como religiones supersticiosas destruyendo el templo real taoísta y confiscando las propiedades de los templos budistas. Como inspector general, impugnó a muchos funcionarios por corrupción y soborno. Según los Anales de Joseon, se decía que ningún funcionario se atrevía a recibir un soborno o a explotar a la población durante este tiempo debido a una aplicación tan estricta. También intentó recortar el tamaño del gobierno reduciendo el número de burócratas y sus salarios.
Jo, también creía que cualquier persona con talento, incluidos los esclavos, debían ser nombrados como funcionarios, independientemente de su estatus social. Se decía que juzgaba a las personas por su carácter moral y no saludaba a los funcionarios superiores si los consideraba de carácter indigno, mientras que era cortés incluso con sus sirvientes. Por ejemplo, trabó amistad con un sacrificador de animales de la clase más baja (baekjeong) que ni siquiera tenía un nombre y admiraba tanto su aprendizaje que discutió los asuntos de estado con él y quiso nombrarlo funcionario de la corte. Pero el curtidor rechazó repetidamente la oferta de Jo y luego desapareció sin dejar rastro según los Registros de Yeonryeoshil (연려실기술), una colección de libros de historia tanto oficiales como no, compilados por Yi Geung-ik a finales de la sinastía Joseon, —Se dice que el rey Injong, sucesor de Jungjong que admiraba a su tutor Jo Gwangjo, incluyó al «curtidor» como Consejero de Estado Principal de su futuro gabinete ya que era muy admirado por Jo—. Según el famoso filósofo coreano Yi I, Jo era tan admirado por la población que cuando aparecía en las calles la gente se reunía ante él diciendo: «Nuestro maestro viene».

### Base de poder de los Sarim

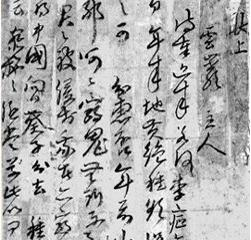
Carta de Jo Kwang-jo.

Las reformas radicales de Jo Gwangjo fueron populares entre la población, que lo llamó «el Buda viviente», pero se enfrentó a una feroz oposición y hostilidad de la facción Hungu. A principios de 1519, varios funcionarios Hungu iniciaron un complot para asesinar a funcionarios Sarim, aunque fueron descubiertos a tiempo.
La base de poder de Jo se concentró en cuatro oficinas: Oficina del Inspector General —사헌부; cuya función principal era impugnar a los funcionarios del gobierno corruptos o sin principios en la corte y la administración local—, Oficina de Censores —사간원; cuya función era criticar las políticas erróneas del rey o los ministros—, Hongmoongwan —홍문관; un consejo asesor que respondía a las preguntas del rey y educaba al rey con la historia y la filosofía confuciana—, y Secretaría Real —승정원; que servía de enlace entre el rey y los ministerios—. Las tres primeras oficinas se denominaron colectivamente Tres Oficinas, o Samsa (삼사), ya que proporcionaban controles y equilibrios sobre el poder del rey y los ministros y también servían de órgano de prensa que influían en la opinión general de la corte.
Sin embargo, la facción de Sarim no controlaba ningún ejército ni tenía base financiera. El poder de los Sarim dependía únicamente del apoyo del rey, que Jo creía que era firme en su búsqueda mutua de reformas. Sin embargo, el carácter inflexible de Jo y sus frecuentes protestas a Jungjong para apoyar sus programas radicales comenzaron a irritar al rey. Incluso cuando no estaba de acuerdo con Jo, Jungjong casi siempre terminaba adoptando la petición de Jo porque Jo se negaba a doblar su voluntad y las Tres Oficinas amenazaba con dimitir en masa. Además, Jo y los funcionarios de Hongmoongwan a menudo instruían a Jungjong sobre los caminos del rey en largas lecciones. Como Jungjong no era un príncipe heredero, no había recibido una educación real completa como se esperaba del futuro rey, y los eruditos Sarim trataron de rectificar esto, creyendo que solamente el aprendizaje podría evitar que un déspota como Yeonsangun. Jungjong comenzó a sentirse acosado por sus súbditos y se resintió.
La facción Hungu, que se enteró de la irritación de Jungjong con Jo Gwangjo, encontró la oportunidad de atacar a la facción Sarim cuando Jo Gwangjo decidió ir tras los «héroes» del golpe de 1506 que llevó a Jungjong al poder. Según Jo, muchos funcionarios a los que se les concedieron privilegios especiales, como exenciones fiscales y enormes estipendios, en realidad no contribuyeron mucho al golpe, sino que obtuvieron su estatus mediante sobornos o conexiones familiares. Solicitó a Jungjong que revocara dicho estatus a dos tercios de las 110 personas que recibieron estatus especial en relación con el golpe. Este movimiento enfureció a la facción Hungu, y poco después procedieron a inculpar a Jo Gwangjo con cargos de deslealtad.

### "Jo será el rey"
A instancias de los líderes Hungu, incluidos Hong Kyung-ju, Nam Gon y Shim Jung, la consorte Gyeong del clan Park y la consorte Hui del clan Hong —hija de Hong Kyung-ju— trataron de distanciar a Jungjong y Jo Gwangjo cuestionando a menudo la lealtad de Jo y afirmando que el apoyo popular se estaba desplazando a Jo. Le dijeron a Jungjong que la gente decía que en realidad era Jo Gwangjo quien gobernaba el país y que la población quería convertirlo en su rey. Incluso si Jo no era desleal, no podría evitar que sus seguidores lo hicieran, dijeron.
Según los Anales de Joseon, Nam Gon se propuso ahora calumniar a Jo y escribió una frase «Ju cho se convertirá en el rey» (주초위왕, 走肖爲王), con miel o agua azucarada en hojas de morera para que las orugas dejaran dicha frase en hojas en el palacio. Cuando se unen dos caracteres hanja (chinos) "ju"(走) y "cho"(肖), forman un nuevo carácter Hanja "jo"(趙), que resulta ser el apellido de Jo Gwangjo. La consorte Hong o consorte Park mostró la hoja a Jungjong y afirmó que era la advertencia del cielo de que Jo tomaría el trono él mismo después de eliminar la facción Hungu. Jungjong, que subió al trono mediante un golpe de Estado, comenzó a desconfiar de Jo Gwangjo. [Cuando la dinastía Goryeo cayó y fue reemplazada por la dinastía Joseon, había un dicho popular «El hijo de la madera ganará el país» (목자득국 木子得國). Cuando dos caracteres Hanja que significan madera(木) e hijo(子) se combinan, forman un nuevo carácter "yi"(李), que resulta ser el apellido de Yi Seong-gye, que depuso al último rey de Goryeo y fundó la dinastía Joseon. Estas frases ayudaron a Yi Seong-gye a ganar el apoyo popular para la nueva dinastía como la voluntad del cielo].
Cuando Jo pidió a Jungjong que revocara los privilegios especiales de las personas que contribuyeron falsamente al golpe de 1506, las sospechas de Jungjong se acentuaron incluso más. Ahora, sintiendo la certeza de que Jungjong estaba lo suficientemente alejado de Jo, Hong Kyung-ju entró en secreto en el palacio para advertir al rey Jungjong que la corte estaba llena de partidarios de Jo y que nadie podía atreverse a oponerse a él abiertamente. Jungjong envió una carta secreta a Hong Kyung-ju, expresando su temor de que Jo Gwangjo fuera después a por los oficiales Hungu que contribuyeron al golpe cuestionando la legitimidad del mismo y luego se volviera contra el propio rey. Jungjong instruyó a los líderes Hungu para que mataran a Jo Gwangjo y luego le informaran. El 15 de noviembre de 1519, los líderes Hungus entraron en el palacio en secreto por la noche para eludir la Secretaría Real y presentar al rey cargos escritos contra Jo: él y sus partidarios «engañaron al rey y desordenaron el estado formando una camarilla y abusando de sus posiciones para promover a sus partidarios mientras excluían a sus oponentes, y así engañaron a los jóvenes para hacer del extremismo un hábito, haciendo que los jóvenes despreciaran a los ancianos, los de baja cuna a los de alta cuna». El inspector general Jo Gwangjo, el ministro de Justicia Kim Jung y otras seis personas fueron arrestadas inmediatamente y estuvieron a punto de ser asesinados extrajudicialmente sin juicio ni siquiera investigación. Todo el evento tuvo apariencia de golpe de Estado, excepto que fue sancionado por el rey.

### "¿Cuál es su crimen?"
Habrían sido asesinados inmediatamente si no fuera porque el ministro de Guerra Yi Jang-gon, que arrestó a los oficiales de Sarim, suplicó que se consultara a los ministros para tal decisión. La reunión del gabinete al día siguiente sobre el destino de Jo se describe en detalle en los Anales de Joseon. La mayoría de los funcionarios expresaron su conmoción por el arresto de Jo Gwangjo y la intención de Jungjong de matarlo. Suplicaron que podía haber sido extremo en su celo juvenil para mejorar el país, pero no podía tener una agenda privada. El Consejero de Estado Jeong Gwang-pil dijo entre lágrimas: «He presenciado con frecuencia horribles calamidades durante el reinado del rey depuesto (Yeonsangun), pero ¿cómo podría imaginarme ver tal cosa de nuevo incluso después de conocer al sabio rey?» Cuando Jungjong trató de irse, incluso le agarró la tela real para suplicar más. Él «no podía entender bajo qué cargos el Rey quería castigarlos» porque «una simple degradación de 2-3 rangos ya sería excesiva». Dieciocho oficiales más jóvenes pidieron al rey que los encarcelara junto con Jo Gwangjo. El Consejo de Estado y seis ministerios suplicaron conjuntamente que castigar a Jo y a otros por tales cargos sin pruebas se convertiría en una mancha en la reputación del rey. Incluso Hong Sook, que se convirtió en ministro de Justicia de la noche a la mañana e interrogó a Jo, informó al rey de que estaba «profundamente conmovido» por la lealtad de Jo.
El nuevo inspector general Yu Eun, que reemplazó a Jo, protestó en términos aún más fuertes: «Si Jo Gwangjo es culpable de un crimen, debe ser castigado de manera abierta y justa... En su lugar, Su Majestad está repartiendo tal castigo según palabras secretas de dos personas en medio de la noche... ¿Qué es tan difícil de castigar a unos pocos seonbis con autoridad de rey que Su Majestad debe hacerlo encubiertamente enviando un mensaje secreto?... Si hay un crimen, debe ser tratado clara y justamente, pero Su Majestad parecía confiar y ser amigable con ellos en el exterior mientras pensaba en eliminarlos en la mente.» Finalmente fue despedido después de pedirle a Jungjong que «me cortara la cabeza para complacer a la gente malvada». Mientras tanto, 150 estudiantes de Seonggyungwan irrumpieron en el palacio para protestar por el arresto de Jo y llenaron el palacio con gritos de súplicas, y más tarde 240 estudiantes pidieron reclamar la inocencia de Jo y solicitaron ser encarcelados juntos. Hubo tal efusión popular por la liberación de Jo que pudo haber aumentado la sospecha y la ira de Jungjong.

### Tercera Purga de Literatura de 1519
Jo Gwangjo fue tomado completamente desprevenido con este giro de los acontecimientos. La facción Sarim había logrado su mayor victoria hacía solamente cuatro días cuando Jungjong concedió su petición de revocar el estatus especial a 70 funcionarios Hungu. Continuó creyendo que Jungjong fue engañado por sus enemigos y confiaba en que podría persuadir al rey de su lealtad una vez que pudiera enfrentarse a él durante el interrogatorio. Escribió a Jungjong sobre su temor de que este incidente se convirtiera en una purga sangrienta y suplicó que no se arrepintiera de morir diez mil veces si se le concedía una audiencia. Sin embargo, nunca tendría la oportunidad de volver a ver a Jungjong. En medio de peticiones de indulgencia, Jungjong conmutó la sentencia de muerte por el exilio, y Jo Gwangjo fue exiliado a Neung-ju.
Sin embargo, Jungjong estaba decidido a matar a Jo Gwangjo. En los Anales, no había ninguna demanda oficial de muerte de Jo, ni siquiera por parte de Hong Kyung-joo, Nam Gon y Shim Jung, excepto una petición de tres estudiantes de Seunggyungwan, —frente a los 300 que solicitaron su liberación—. Nam Gon más bien instó a no ejecutar a Jo varias veces, incluso mientras añadía cada vez más nombres a la lista de personas que debían ser purgadas a través del exilio o el despido. Sin embargo, Jungjong se volvió contra Jo con la misma intensidad que cuando lo favorecía. Restauró la sentencia de muerte por veneno para Jo, menos de un mes después de su exilio. Despidió a muchos ministros que suplicaron en nombre de Jo, entre ellos el consejero jefe de Estado Jeong Gwang-pill, el Consejero de Estado Adjunto Ahn Dang, e incluso el ministro de Guerra Yi Jang-gon, que participó en el arresto de funcionarios de Sarim.
Jo Gwangjo todavía no podía creer que el corazón de Jungjong se volviera realmente en su contra y esperara ser llamado por el rey, manteniendo una puerta del norte abierta cada día durante el exilio. Incluso cuando los soldados llegaron con veneno, sospechaba que los líderes Hungu podrían estar tratando de matarlo sin la aprobación de Jungjong. Pero cuando supo que Nam Gon y Shim Jung se convirtieron en viceconsejero de estado y ministro de personal, finalmente se dio cuenta de que el cambio de opinión de Jungjong era definitivo.
Antes de beber el veneno, Jo escribió un poema declarando su lealtad, pidió a su gente que no hicieran el ataúd demasiado pesado y se disculpó con el dueño y el sirviente de la casa por no pagar su deuda y en su lugar mostrarles una terrible vista y profanar su casa. Luego se inclinó cuatro veces hacia el norte en dirección al palacio, —era costumbre rendir homenaje al rey en agradecimiento por haberle concedido el veneno, que no era un método oficial de ejecución y se consideraba una forma más honorable de muerte, en lugar de la decapitación o la horca—. Cuando bebió el veneno, no moría inmediatamente y los soldados trataban de estrangularlo. Jo les reprendió diciendo que el rey tenía la intención de perdonarle el cuello enviando el veneno y pidió, por lo tanto, otro cuenco de veneno. Murió a la edad de 37 años. Más tarde, cuando hubo una grave sequía en el país, la población culpó al cielo por matar a un inocente seonbi. Muchos de los eruditos sarim que quedaban abandonaron el gobierno central en protesta y se retiraron a las provincias rurales. La mayoría de las reformas de Jo fueron revocadas con su caída.
La Tercera Purga Literaria de 1519 (기묘사화 己卯士禍), fue considerada por muchos como una oportunidad perdida para reformar la dinastía Joseon por las generaciones posteriores, ya que la política de Joseon pronto degeneró en una lucha por el poder entre los suegros y los parientes de la familia real. Un año después de la purga, un histógrafo escribió que el soborno y la corrupción se generalizaron en la corte y en las administraciones locales. Más tarde, las víctimas de la purga fueron veneradas como «Reyes Magos de Gimyo» —Gimyo es el nombre del calendario coreano para el año 1519— mientras que tres de los principales instigadores (Hong Kyung-ju, Nam Gon y Shim Jung) fueron llamados popularmente «Los Tres Malos de Gimyo».
Hong Kyung-ju murió dos años después por causas naturales, pero Shim Jung y la consorte Kyung del clan Park fueron ejecutados más tarde bajo el cargo de maldecir al príncipe heredero en un complot urdido por su rival Kim Anro —Kim Anro fue asesinado por su rival Yoon Won-hyung, quien a su vez fue purgado por el rey Myeongjong, Shim, Kim y Yoon son considerados algunos de los funcionarios más corruptos de la dinastía Joseon—. Nam Gon, que, según se informa, estaba profundamente entristecido por la muerte de Jo, lamentó su papel en la purga y quiso que todos sus escritos fueran quemados, diciendo que «engañó al mundo con un nombre vano», por lo que no se escribieron sus restos, excepto un breve poema, aunque fue uno de los escritores más famosos de su tiempo. Nam Gon, inicialmente de la facción Sarim como discípulo de Kim Jong-jik, era un partidario moderado de las reformas y supuestamente buscaba la amistad de Jo Gwangjo pero fue rechazado por Jo y sus partidarios como un funcionario de poca monta de Hungu.
Diez años después de la purga, el rey Jungjong comenzó de nuevo a hacer avanzar a los eruditos de Sarim sacándolos del exilio y volviéndolos a nombrar en la corte real. Sin embargo, Jungjong no rehabilitó el nombre de Jo Gwangjo hasta el final a pesar de las interminables peticiones, diciendo en un momento dado que lo que sucedió en 1519 «no era ni correcto ni incorrecto».  —Se especula sobre lo que Jungjong creía realmente sobre el incidente de la hoja ya que Jungjong nunca acusó a Jo de deslealtad o de cualquier otra cosa que no fueran puras intenciones después de los primeros días del arresto de Jo. Desde muy pronto, la posición oficial de Jungjong ha sido que Jo tenía buenas intenciones pero causó una situación que solamente podía ser rectificada con una purga—. Jo Gwangjo fue finalmente rehabilitado por su hijo Injong de Joseon, y fue honrado póstumamente como consejero principal del estado por Seonjo de Joseon en 1568.

### Legado
Jo Gwangjo fue muy venerado por las generaciones posteriores de neoconfucionistas coreanos como su cabeza espiritual, pero también fue criticado por los errores que llevaron al fracaso de sus reformas. Yi Hwang y Yi I, a menudo considerados los dos mayores filósofos confucianos de Joseon, se lamentaban de que entrara en política demasiado pronto antes de completar su beca y siguiera sus reformas con demasiada rapidez. Sin embargo, Yi Hwang lo alabó como uno de los «Cuatro Sabios del Este» junto con Kim Gwoeng-pil, Jeong Yeo-chang y Yi Eonjeok y dijo que Jo mostraba la dirección a seguir por todos los seonbis y revelaba los cimientos del gobierno de un país. El énfasis de Jo Gwangjo en la ética neoconfuciana como filosofía práctica ha sido muy influyente, ya que el enfoque anterior se ha centrado en aspectos más literarios del confucianismo. También fue durante su época que el confucianismo finalmente echó raíces profundas entre la población común. Aunque el confucianismo fue la religión oficial del estado desde la fundación de la dinastía Joseon, las prácticas confucianas se limitaron en gran medida a la clase aristocrática. Su sueño de hacer del neoconfucianismo la filosofía predominante de Joseon se cumplió pronto con el reinado de Seonjo, cincuenta años después de su muerte. Fue canonizado y consagrado en Seonggyungwan en 1610, uno de los dieciocho eruditos confucianos coreanos tan honrados por la dinastía Joseon. Sin embargo, la facción de Sarim que veneraba el nombre de Jo Gwangjo no intentó llevar a cabo sus reformas cuando tomaron el poder político durante el reinado de Seonjo y todo el tiempo mantuvieron el poder hasta el final de la dinastía Joseon. Algunos culpan a Jo Gwangjo por el dogmatismo del neoconfucianismo coreano, que se volvió muy conservador y provocó que Corea se resistiera a los cambios y a las nuevas enseñanzas del extranjero.
Hoy en día, su nombre sigue siendo sinónimo de reforma en Corea y su ejemplo se menciona a menudo cuando hay una controversia sobre una reforma.

## Recuerdo moderno

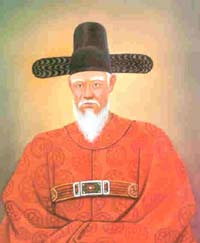
su discípulo y sucesor Baik In-geol.

Jo Gwangjo fue el protagonista de la serie de KBS 1TV de 1996 Jo Gwangjo y fue un personaje destacado en la serie de SBS TV de 2001 Ladies of the Palace.
En la serie de TV de MBC Una joya en el palacio (2003-4), no aparece como personaje, pero su nombre se menciona frecuentemente (a menudo como Jo Jung-ahm) como el enemigo político del villano ficticio ministro de la Derecha Jo. La protagonista principal Jang-geum y Lady Han son falsamente acusadas de estar en conspiración con Jo Gwangjo mientras que el protagonista masculino Min Jung-ho es retratado como su partidario (Min Jung-ho le encontró un doctor y se muestra reclutando a sus seguidores para volver a la política). En la versión musical de Dae Jang Geum, Jo Gwangjo es un personaje prominente como amigo de Min Jung-ho.
En la serie de televisión de KBS Immortal Admiral Yi Sun-sin (2004-5), el abuelo de Yi Sun-sin es descrito como ejecutado por apoyar a Jo Gwangjo y el padre de Yi es arrestado mientras celebraba un rito conmemorativo en la casa abandonada de Jo.
En la serie de KBS TV de 2006 Hwang Jin-yi, el protagonista masculino Kim Jeong-han es retratado como discípulo de Jo Gwangjo mientras que otro personaje, Lee Saeng, se convierte en el guardaespaldas de Hwang Jin-yi después de salir de la casa de su padre con disgusto porque su padre es amigo de Jo Gwango-jo pero lo traiciona para convertirse en primer ministro.
En estos tres dramas, Jo Gwangjo no aparece como un personaje, sino que sirve como un dispositivo de trama para establecer a los personajes principales como personas justas por asociación.